# The Ballad Collection
The Ballad Collection — збірник балад гурту Boyz II Men, виданий під лейблом Universal Records в 2000 році. Альбом містить як популярні сингли, так і пісні зі студійних альбомів.

## Список композицій
1. «On Bended Knee»
2. «Doin' Just Fine»
3. «Please Don’t Go»
4. «End of the Road»
5. «It’s So Hard to Say Goodbye to Yesterday»
6. «Can You Stand the Rain»
7. «Girl in the Life Magazine»
8. «One Sweet Day» (з Мераєю Кері)
9. «Four Seasons of Loneliness»
10. «Water Runs Dry»
11. «A Song for Mama»
12. «I'll Make Love to You»
13. «Your Home Is in My Heart» (за участю Chante Moore)
14. «I Will Get There»
15. «Yesterday» [Spanish Version]
16. «End of the Road» [Instrumental]
17. «So Amazing»